# Mind Games (álbum de John Lennon)
Mind Games es el cuarto álbum de estudio del músico británico John Lennon, publicado el 16 de noviembre de 1973 a través de Apple Records en el Reino Unido. Su grabación, realizada en los estudios Record Plant de Nueva York entre julio y agosto de 1973, coincidió con una época en la que Lennon se alejó del activismo sociopolítico, patente en trabajos anteriores como Some Time in New York City, y en la que sufrió problemas de estrés e inseguridad emocional debidos al intento de deportación abierto por el Gobierno estadounidense y a la vigilancia a la que era sometido por el FBI. Chris Hawkins, presentador matutino de la BBC Radio Music 6, establece que el álbum fue una carta de amor de John Lennon a Yoko Ono.
El lanzamiento de Mind Games marcó también el inicio de «The Lost Weekend», un periodo en el que el músico se separó de su mujer Yoko Ono durante un año y medio y convivió con May Pang. Los problemas de inseguridad de Lennon y el alejamiento de su mujer habrían quedado reflejados en la temática del álbum, al incluir canciones dedicadas a Yoko en las que expresaba sus dudas sobre la separación, tales como «Aisumasen (I'm Sorry)», «One Day (at a Time)» y «Out The Blue». En contraposición, Mind Games también incluyó canciones cercanas al rock de trabajos previos —«Mind Games», «Intuition» y «Tight A$»—, así como tres temas con contenido sociopolítico —«Bring on the Lucie (Freda Peeple)», «Nutopian International Anthem» y «Only People»—.
Tras su publicación, Mind Games obtuvo críticas en su mayoría negativas de la prensa musical, si bien en reseñas contemporáneas ha sido distinguido como un trabajo relevante dentro del catálogo del músico. Desde el punto de vista comercial, superó las ventas de Some Time in New York City, aunque solo alcanzó el puesto nueve en la lista estadounidense Billboard 200 y el trece en la británica UK Albums Chart. En ambos países, Mind Games fue también certificado disco de oro.
El 12 de julio de 2024 fue lanzada en una versión ultra ampliada de lujo del álbum (Ultimate Mix), que contiene nuevas remezclas de la mayoría de las pistas y pistas adicionales. Esta versión fue dirigida por Sean Ono Lennon, hijo de John Lennon, quien en entrevista concedida a la BBC Radio 6 Music mencionó que disfrutó mucho trabajando con el material musical de su padre, indicando que, de alguna manera, dicha experiencia fue como pasar tiempo con él.
El 8 de noviembre de 2024, la "John Lennon's Mind Games – The Ultimate Collection (Super Deluxe Edition), la inmersión definitiva y profunda en el álbum intensamente personal de John de 1973, Mind Games, a menudo ignorado y subestimado, con el vibrante himno a la paz y el amor, "Mind Games", como eje central, fue nominada al premio GRAMMY® a la Mejor Caja o Paquete Especial de Edición Limitada". La caja recopilatoria fue producida durante 02 años y dirigida artísticamente por Sean Ono Lennon y Simon Hilton. En entrevista concedida a la BBC Radio 6 Music, Sean Ono Lennon señala que la caja recopilatoria es una suerte de carta de amor para sus padres y el mejor esfuerzo que ha realizado para tratar de ser un buen hijo. El 2 de febrero de 2025, en la 67 edición anual de los premios GRAMMY® (67th Annual GRAMMY Awards), que se llevó a cabo en la ciudad de Los Ángeles (California), dicha caja recopilatoria ganó el premio a la Mejor Caja o Paquete Especial de Edición Limitada. Al recibir premio GRAMMY®, Sean Ono Lennon brindó un discurso de agradecimiento en el que mencionó que fue un gran honor para él trabajar con el material musical de su padre, que el mensaje de paz y amor de John y Yoko es importante, y que va a seguir trabajando arduamente para que la música de The Beatles y John Lennon sigan vigentes en el mundo.

## Trasfondo

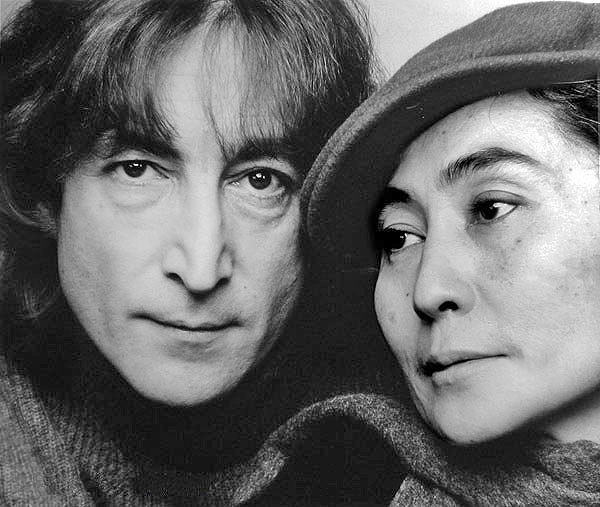
La grabación de Mind Games tuvo lugar durante «The Lost Weekend», un periodo en el que Lennon se separó de su esposa Yoko Ono.

A comienzos de 1973, John Lennon comenzó a distanciarse del activismo sociopolítico después de pasar tres años ligado a movimientos contra la guerra de Vietnam y críticos con el Presidente Richard Nixon. A pesar de su menor involucración en actividades políticas, el músico sufrió un intento de deportación abierto por el Servicio de Inmigración y Naturalización estadounidense, según el cual «su condena por posesión de cannabis en Londres le convertía en inelegible para la admisión en los Estados Unidos». Debido a ello, Lennon sufrió una etapa de estrés emocional que se agravó por la vigilancia constante a la que el FBI le sometía debido a su anterior activismo. Al respecto, el músico comentó: «Yo simplemente no podía funcionar, ¿me entiendes? Estaba paranoico porque me pinchaban el teléfono y me seguían».
La vigilancia del FBI y su intento de deportación provocaron también un deterioro en la relación sentimental entre Lennon y Yoko Ono, con quien había contraído matrimonio cuatro años antes. Según Ono: «Era consciente de que estábamos arruinando nuestras respectivas carreras, y yo era odiada, y John era odiado por mi culpa. Necesitaba un descanso. Necesitaba espacio. ¿Puedes imaginarte todos los días sufriendo esta vibración de gente que te odia? Quería salir de eso». La relación también fue objeto de crítica tras el fracaso comercial de Some Time in New York City, un trabajo conjunto y criticado por parte de la prensa musical.
Mientras Yoko completaba la grabación del álbum Feeling the Space, Lennon decidió que también quería grabar un nuevo trabajo con los mismos músicos de su mujer, reunidos por la asistente de producción May Pang. Poco después, le pidió a Pang que reservara el estudio para futuras sesiones. Con el deseo de producir un álbum más aceptado que Some Time in New York City, Lennon comenzó a escribir y a grabar demos de varias canciones para Mind Games en su apartamento de Greenwich Village. La composición de estos temas puso fin a un periodo de casi un año en el que Lennon no había escrito ninguna canción. A pesar de la presión causada por el intento de deportación y por sus problemas matrimoniales, consiguió componer el resto de las canciones de Mind Games en una semana.
Con el nombre de The Plastic U.F.Ono Band, Lennon formó una banda integrada por el batería Jim Keltner, el guitarrista David Spinozza, el bajista Gordon Edwards, el percusionista Arthur Jenkins, el saxofonista Michael Brecker, el pianista Ken Ascher y un coro llamado Something Different. Los problemas entre Lennon y Ono aumentaron una vez iniciadas las sesiones de grabación en los Record Plant Studios de Nueva York en junio de 1973, momento en el que la pareja decidió separarse temporalmente. El alejamiento entre ambos dio comienzo a un periodo en la vida de Lennon que él mismo autodefinió como «The Lost Weekend» —en español: «El fin de semana perdido»—, durante el cual mantuvo una relación con Pang a instancias de la propia Ono.

## Grabación
Lennon grabó Mind Games en dos meses, entre julio y agosto de 1973, en los Record Plant Studios de Nueva York, con dos semanas dedicadas a las mezclas. Fue el primer trabajo discográfico producido por el propio músico sin ninguna ayuda, después de haber trabajado con el productor Phil Spector en sus anteriores álbumes desde la separación de The Beatles.
Según el biógrafo John Blaney, Lennon intentó en Mind Games «relatar su vida a través de las canciones, cuyos tonos indican un amplio rango de sentimientos encontrados». Debido a su situación personal, parte del álbum incluyó temas dedicados a Yoko Ono en los que expresa sus dudas sobre la separación. Al respecto, «Aisumasen (I'm Sorry)» evolucionó a partir de una canción titulada «Call My Name», procedente de las sesiones del álbum Imagine, en la que el músico modificó la letra para «pedir perdón a su mujer», según el autor Johnny Rogan. En canciones como «One Day (at a Time)» y «Out of the Blue», Lennon también reflejó su gratitud a Yoko por «aparecer en su vida de la nada y proporcionarle la energía de su vida». Entre ellas, la segunda incorporó elementos de géneros musicales como el gospel, el country y la música coral. Otra balada, «You Are Here», tomó su título de una exposición del músico abierta en la Robert Frazer Gallery de Londres en julio de 1968. En palabras de Blaney, el tema «es una canción de amor dedicada a Yoko, pero también de la unión de las personas, los países y las culturas», con referencias a Occidente y Oriente. La toma maestra original de «You Are Here», recortada en la versión definitiva del álbum, incluyó una estrofa extra que hablaba sobre los vínculos entre Japón e Inglaterra, en referencia a los lugares de origen de la pareja. La versión completa de «You Are Here» fue publicada en la caja recopilatoria John Lennon Anthology.
En contraposición a las baladas, otras canciones de Mind Games son más cercanas al rock característico de sus anteriores trabajos, y en palabras de Nicholas Schaffner, «marcan el retorno del humor y del ingenio de Lennon después de la doctrina inflexible de Some Time in New York City». Entre ellas, «Intuition» es un tema que, según Blaney, «parece de alguna manera mal ajustado en un álbum que parece celebrar el lado más oscuro de las relaciones personales». La demo original de «Intuition» fue grabada a comienzos de 1973, antes de la separación del matrimonio, y para rellenar una letra aun incompleta, el músico incorporó varios versos de las canciones «How?» y «God», publicadas en los álbumes Imagine y John Lennon/Plastic Ono Band respectivamente. «Tight A$», cuyo título es un juego de palabras entre «tight as...» (apretado como...) y «tight ass» (culo apretado), incluyó un sonido rockabilly inspirado según el historiador Robert Rodríguez en Carl Perkins y Doug Sahm, junto a versos que reflejan la juventud del músico. Otra canción, «Meat City», fue grabada originalmente como demo a finales de 1971, cuando Lennon se trasladó a vivir a Nueva York, y según Blaney, «relata una fascinación por la ciudad y una larga historia de romance con el rock and roll».
Por otra parte, Schaffner relacionó la canción «Mind Games» con «el trabajo de Lennon con The Beatles en 1967», debido al verso «love is the answer» (en español: «El amor es la respuesta») y a su llamada a «hacer el amor y no la guerra». El músico comenzó a escribir el tema durante las sesiones del álbum de The Beatles Let It Be a comienzos de 1969, con el título provisional de «Make Love, Not War», y la finalizó tras leer el libro de Robert Masters Mind Games: The Guide to Inner Space. La nueva versión, titulada «Mind Games», fue grabada como demo entre los días 28 y 29 de diciembre de 1970 en los Ascot Sound Studios de Tittenhurst Park. En entrevista concedida a la BBC Radio 6 Music, Sean Ono Lennon indica que "desde su punto de vista, esta canción es una pieza maestra".
Otra canción, «Bring on the Lucie (Freda Peeple)», fue originalmente compuesta y grabada a finales de 1971, cuando Lennon compuso el estribillo después de adquirir una guitarra de la marca National. Cuando comenzó a completar la letra, la canción «evolucionó de un simple eslogan político a una declaración que alude a su trabajo anterior como "Imagine" y "Power to the People"», convirtiéndose junto con «Only People» y «Nutopian International Anthem» en la única canción con referencias sociopolíticas del álbum. Al respecto, «Only People» refleja la «idea de que el cambio sociopolítico se puede obtener a través del potencial colectivo», en palabras de Blaney; sin embargo, el propio músico reconoció que la canción no reflejaba bien la idea: «Fue una buena carta, pero no podía pronunciar las palabras para que tuviera sentido». Por otra parte, la segunda consiste en seis segundos de silencio al final de la primera cara del álbum y es el himno de Nutopia, un país imaginario que Lennon anunció en una rueda de prensa en Nueva York el Día de las bromas de abril de 1973.
Durante las sesiones de Mind Games, Lennon también grabó «Rock and Roll People», una canción finalmente descartada que cedió a Johnny Winter para que la publicase en su álbum John Dawson Winter III. La versión de Lennon permaneció inédita hasta el lanzamiento de su álbum póstumo Menlove Ave. en 1986.

## Publicación y promoción
Tony King, vicepresidente de Apple Records en Los Ángeles, convenció a Lennon para que promocionase Mind Games con varias entrevistas en medios de comunicación como Billboard y Record World. También persuadió al músico para grabar un anuncio en el que el propio King se disfrazó de Isabel II de Inglaterra y bailó un vals con Lennon, con el fin de promocionar el álbum en televisión. Dicho anuncio fue recopilado en el largometraje Imagine: John Lennon, publicado en 1988. King volvió a imitar a la reina de Inglaterra en dos anuncios promocionales de radio.
Para el lanzamiento de Mind Games, Lennon realizó el diseño del álbum recortando a mano varias fotografías. La portada y la contraportada, casi idénticas entre sí, representan la figura de Lennon de pie, mirando al frente, con un maletín en mano, en una pradera, como si estuviera "alejándose" de una montaña en la que está recortada la silueta o perfil del rostro de Yoko Ono que mira al cielo, donde hay algunas nubes. Al fondo de la portada, aparecen lo que serían dos soles, uno más arriba del otro, acaso una representación simbólica de la pareja. En la esquina inferior derecha de la portada del álbum, se visualiza lo que sería un sello japonés o hanko, de forma cuadrada y de color rojo, lo que reafirmaría la influencia de la cultura japonesa en la obra visual tardía de Lennon. En algunas ediciones, la portada incluye un arcoíris se surge de la frente de Yoko Ono. La reedición del 2024, dirigida por Sean Ono Lennon, presenta una portada con un diseño alternativo, donde la figura de Lennon cobra relevancia. Esta vez, Lennon ya no se encuentra en una pradera, sino que está en lo que sería una sala de espera de una estación de buses, aeropuerto o similar. En la pared del fondo se ve un cuadro donde se visualiza la pradera y el cielo representados en la portada original. En este cuadro ya no lucen ni los dos soles ni la montaña con el perfil de Ono. A la izquierda de la portada alternativa, mirando por los ventanales de la sala de espera, aparece un niño de 5 años aproximadamente, acaso una representación de Sean Ono Lennon.   
El análisis y los datos de primera mano brindados por Sean Ono Lennon permiten establecer que la interpretación de la portada como una representación de un "alejamiento" entre sus padres no puede ser tomada como categórica. En sus declaraciones concedidas a la BBC Radio Music 6, Sean Ono Lennon indica que existen suposiciones erróneas sobre el álbum, y que sus padres, alejados físicamente uno del otro en aquel tiempo, no se habrían realmente separado como pareja ya que mantuvieron contacto de forma permanente. A su vez, Sean Ono Lennon describe la portada del álbum, indicando que es un collage que presenta a su madre, literalmente del tamaño de una montaña, y a su padre, muy pequeño, desvaneciéndose en el fondo. Según Sean Lennon, el álbum, en su totalidad, versa sobre su madre, y el collage de la portada representa o refleja la visión monumental que tenía su padre sobre Yoko Ono. En sus palabras, todos estos aspectos del álbum, tanto los visuales como los musicales, reafirman cuán profundamente enamorado estaba su padre de su madre.
Apple Records publicó Mind Games el 29 de octubre en los Estados Unidos, con número de catálogo SW-3414, y el 16 de noviembre en Gran Bretaña, con número de catálogo PCS 7165. La discográfica acompañó el lanzamiento del álbum en ambos países con el sencillo «Mind Games», sustituido por «Bring on the Lucie (Freda Peeple)» en países como Venezuela. El sencillo llegó al puesto 28 en la lista británica UK Singles Chart y a la decimoctava posición en la estadounidense Billboard Hot 100. Por otra parte, el álbum alcanzó el puesto trece en la lista de disco más vendidos del Reino Unido y el nueve en la homóloga estadounidense, y aunque superó en ventas a Some Time in New York City, el éxito del músico «iba y venía con apenas una ondulación», según el biógrafo Chris Ingham. En el mismo sentido, el autor Peter Doggett escribió que el álbum «no hizo nada por alterar el estado de Lennon como el beatle menos exitoso comercialmente».

## Recepción
En el momento de su publicación, Mind Games obtuvo reseñas en su mayoría negativas de la prensa musical. Jon Landau de la revista Rolling Stone calificó las canciones del álbum como «las peores escritas» y consideró que Lennon estaba «tratando en vano de imponer su propio y descomunal ego sobre el público... [el cual] está a la espera de que alcance un nuevo rumbo». Aunque el periodista encontró la música «escuchable», Landau identificó las letras del álbum como «equivocadas por menospreciar la inteligencia de su público» y añadió: «Quizás el didactismo, la predicación y la banalidad de Lennon son parte del juego mental del título del álbum». Por otra parte, Ray Coleman comentó en Melody Maker que «los nervios crudos de un Lennon maltratado por la lógica curiosa y el corazón endurecido de los Estados Unidos parecen haberle impulsado a escribir incisivamente». Coleman concluyó su crítica diciendo: «Musical o melódicamente, esto no puede ser un álbum destacado, pero si te abrigas con la voz ronca de Lennon, o como yo, lo recuerdas como el verdadero punto de apoyo de lo que salió de su antiguo grupo, al igual que cualquier nuevo álbum de Lennon, será agradable e incluso importante». En una reseña mixta, Robert Christgau describió el álbum como «un paso en la dirección correcta, pero solo un paso» y destacó las canciones «Mind Games», «One Day (at a Time)» y «You Are Here». Sin embargo, criticó al músico por «volver a caer en las ideas con las que perdió su frescura».
En su libro The Beatles: An Illustrated Record, Roy Carr y Tony Tyler opinaron que el álbum «tiene todas las características de haber sido grabado sin ningún objetivo definido en mente que no fuese redimir lo desagradable de Some Time in New York City». Aunque destacaron el intento del cantante por recrear «el lirismo y la melodía inventiva» de Imagine, los autores señalaron que «la razón por la cual el álbum no es más eficaz se puede colocar en la situación personal de Lennon y en su tendencia a "reaccionar" a los eventos, en lugar de "iniciarlos"». En el libro The Beatles Apart, el escritor Bob Woffinden consideró que, salvando «Mind Games» y de «Bring on the Lucie (Freda Peeple)», el álbum «consiste en canciones que apenas quedan grabadas en la memoria» y que «lo mejor que se puede decir es que está excepcionalmente bien producido».
En una reseña retrospectiva, Stephen Thomas Erlewine escribió en Allmusic que «la confusión está en el corazón del álbum. Lennon no sabe qué camino tomar, así que lo intenta todo». Erlewine añadió: «Mientras que los mejores temas están entre los más destacados de Lennon, solo hay un par de ellos, y el resto del disco es simplemente agradable». Frente a la reseña negativa de 1973, Anthony DeCurtis escribió una nueva crítica en Rolling Stone con motivo de la reedición de Mind Games en 2002, según la cual «el álbum se puede escuchar como un mantra interno y calmante, el mensaje de Lennon dándose aliento a sí mismo». DeCurtis destacó el trabajo de remasterización y concluyó diciendo: «Esta nueva versión trae algunos detalles sonoros bienvenidos en el primer álbum de Lennon después de The Beatles sin la ayuda de Phil Spector». Mark Kemp, de la revista Paste, escribió: «Para Mind Games, Lennon regresó a los adornos estilísticos de Imagine. Con bonitas baladas ("Out of the Blue"), temas roqueros ("Meat City") y ásperas canciones de country blues ("Tight A$"), Mind Games es excelente, pero no abre nuevos caminos».
Asimismo, el 3 de diciembre de 2024, ante la pregunta del periodista Chris Hawkins de la BBC Radio 6 Music sobre el porqué el álbum no llegó a ser un hit en su tiempo, Sean Ono Lennon, hijo del artista, respondió que, probablemente, esto se debió a la confluencia de un conjunto de factores, entre ellos, que el álbum Some Time in New York City le quitó a su padre la atención del público; que ese año y década se caracterizaron por el lanzamiento de muy buenos álbumes; y que, en aquel entonces, John Lennon no estaba de gira ni promocionando activamente su obra musical.

## Reediciones
Capitol Records reeditó Mind Games en vinilo dos veces en dos ocasiones en 1978 y 1980, mientras que en el Reino Unido, EMI volvió a publicar el álbum como una reedición de bajo presupuesto con el sello Music for Pleasure y con una portada diferente. Tras el asesinato de John Lennon en diciembre de 1980, EMI reeditó Mind Games y otros siete discos del músico como parte de una caja recopilatoria publicada el 15 de junio de 1981. Su primera edición en CD tuvo lugar el 3 de agosto de 1987 bajo la etiqueta de Parlophone en el Reino Unido y bajo la de Capitol en los Estados Unidos.
En 2002, Yoko Ono supervisó una nueva reedición de Mind Games, remasterizada y remezclada en los Abbey Road Studios, con tres demos de «Aisumasen (I'm Sorry)», «Bring on the Lucie (Freda Peeple)» y «Meat City» como temas extra. La reedición fue publicada el 21 de octubre de 2002 en el Reino Unido y un mes después, el 5 de noviembre, en los Estados Unidos. Dos años después, el sello Mobile Fidelity Sound Lab volvió a reeditar el álbum tanto en CD como en vinilo. En 2010, con motivo de la reedición del catálogo musical de Lennon, Mind Games fue nuevamente remezclado y publicado tanto por separado como en la caja recopilatoria John Lennon Signature Box.

## Lista de canciones
Todas las canciones escritas y compuestas por John Lennon. 
| Cara A |                                                              |          |  |
| N.º    | Título                                                       | Duración |  |
| 1.     | «Mind Games»                                                 | 4:13     |  |
| 2.     | «Tight A$»                                                   | 3:37     |  |
| 3.     | «Aisumasen (I'm Sorry)»                                      | 4:44     |  |
| 4.     | «One Day (at a Time)»                                        | 3:09     |  |
| 5.     | «Bring on the Lucie (Freda Peeple)»                          | 4:12     |  |
| 6.     | «Nutopian International Anthem» (Himno simbólico de Nutopia) | 0:03     |  |

| Cara B |                   |          |  |
| N.º    | Título            | Duración |  |
| 1.     | «Intuition»       | 3:08     |  |
| 2.     | «Out the Blue»    | 3:23     |  |
| 3.     | «Only People»     | 3:23     |  |
| 4.     | «I Know (I Know)» | 3:49     |  |
| 5.     | «You Are Here»    | 4:08     |  |
| 6.     | «Meat City»       | 2:45     |  |

| Temas extra (reedición de 2002) |                                                    |          |  |
| N.º                             | Título                                             | Duración |  |
| 13.                             | «Aisumasen (I'm Sorry)» (Versión demo)             | 3:36     |  |
| 14.                             | «Bring on the Lucie (Freda Peeple)» (Versión demo) | 1:02     |  |
| 15.                             | «Meat City» (Versión demo)                         | 2:37     |  |

## Personal
| Músicos - John Lennon – voz, guitarra rítmica, guitarra slide, guitarra acústica, clavicordio, percusión y coros. - Ken Ascher – piano, órgano Hammond y melotrón. - David Spinozza – guitarra. - Gordon Edwards – bajo. - Jim Keltner – batería. - Rick Marotta – batería (en «Bring on the Lucie (Freda Peeple)» y «Meat City»). - Michael Brecker – saxofón. - Sneaky Pete Kleinow – pedal steel guitar. - Something Different – coros. | Equipo técnico - John Lennon – productor. - Roy Cicala – ingeniero de sonido. - Dan Barbiero – ingeniero de sonido. - Tom Rabstanek – masterización. |

## Posición en listas
| País           | Lista                   | Posición |
| -------------- | ----------------------- | -------- |
| Australia      | ARIA Albums Chart       | 8        |
| Canadá         | RPM Albums Chart        | 28       |
| España         | Spanish Albums Chart    | 9        |
| Estados Unidos | Billboard 200           | 9        |
| Japón          | Oricon LP Chart         | 6        |
| Noruega        | Norwegian Top 40 Albums | 7        |
| Países Bajos   | Mega Albums Chart       | 7        |
| Reino Unido    | UK Albums Chart         | 13       |

| Sencillo     | País           | Lista             | Posición |
| ------------ | -------------- | ----------------- | -------- |
| «Mind Games» | Canadá         | RPM Singles Chart | 10       |
| «Mind Games» | Estados Unidos | Country Singles   | 18       |
| «Mind Games» | Reino Unido    | UK Singles Chart  | 26       |